# Daniel Lagerlöf
Karl Daniel Lagerlöf, född 1 augusti 1850 i Östra Ämtervik, död 14 januari 1928 i Kungälv, var en svensk läkare.
Daniel Lagerlöf var son till löjtnanten Erik Gustaf Lagerlöf och Elisabeth Lovisa Wallroth samt bror till Selma Lagerlöf. Han var elev vid Karlstads högre allmänna läroverk 1862–1865, avlade mogenhetsexamen i Örebro 1871, medicine kandidatexamen 1878 och medicine licentiatexamen 1884 i Uppsala. Därefter arbetade han som underläkare vid Sabbatsbergs sjukhus. Från 1886 var han anställd som stads- och lasarettsläkare i Kungälv. Hans läkaredistrikt omfattade, förutom Kungälv, även Ytterby, Kareby och Romelanda.
Lagerlöf gifte sig 1892 med Elin Röing, dotter till Erhard Röing och Hedvig Jansson. Makarna var bosatta i en villa i Kungälv – Lagerlöfska villan – som om somrarna besöktes av hans syster Selma Lagerlöf.
I äktenskapet föddes flera barn, bland vilka märks dottern Eira som var gift med Gösta Bäärnhielm.